# اودسا آزیون
اودسا زاین سگال ادلون (انگلیسی: Odessa Zion Segall Adlon؛ زادهٔ ۱۷ ژوئن ۲۰۰۰)، که همچنین با نام اودسا آزیون (انگلیسی: Odessa A'zion) شناخته می‌شود، یک هنرپیشه آمریکایی است. او برای نقش‌های تلویزیونی خود در سریال فم از سی‌بی‌اس و ارتش بزرگ از نتفلیکس شناخته شده‌است.

## اوایل زندگی
آزیون اهل لس آنجلس است و بخش‌هایی از دوران کودکی خود را در بوستون و نوی‌فاهرن آلمان گذرانده‌است. او دختر پاملا ادلون، بازیگر سینما و فلیکس ادلون، کارگردان فیلم است و فرزند دوم خانواده بین خواهرانش گیدئون ادلون و ولنتاین «راکی» ادلون است. پدربزرگ پدری او پرسی آدلون فیلمساز آلمانی و پدربزرگ مادری او دان سگال نویسنده و تهیه‌کنندهٔ آمریکایی است که در خانواده‌ای یهودی به دنیا آمد. مادربزرگ انگلیسی او که به کلیسای انگلستان تعلق داشت بعداً به یهودیت گروید.

## حرفه
او در ابتدا به عنوان اودسا ادلون شناخته شد و اولین نقش قابل توجه خود را در سال ۲۰۱۷ در نقش لیو در فصل پنجم نشویل به دست آورد. نقش‌های سینمایی او شامل فیلم دنیای بانو (۲۰۱۸) و فیلم ترسناک بیایید جولی را بترسانیم (۲۰۲۰) است. او همچنین در ۲ قسمت از سریال وین ظاهر شد.
آزیون اولین نقش اصلی خود را در نقش شانون، خواهر کوچکتر شخصیت نینا دوبرو، در سریال کمدی فم از سی‌بی‌اس در ۲۰۱۹ دریافت کرد. در اکتبر ۲۰۱۹، اعلام شد که آزیون در نقش جوی دل مارکو، شخصیت اصلی فیلم شلخته: بازی و در سریال ارتش بزرگ از نتفلیکس در سال ۲۰۲۰ بازی می‌کند. او و اودلی جین برای اجرای خود مورد تحسین منتقدان قرار گرفتند.
آزیون نقش لانا را در فیلم کمدی مستقل مارک، مری و برخی افراد دیگر (۲۰۲۱) بازی کرد. او در چندین فیلم ترسناک و هیجان‌انگیز آینده مانند خانه جهنمی، ساکنان، برپاخیزان جهنم، برای شب، و همچنین درام دختر خوب جین ایفای نقش کرده‌است.
در دسامبر ۲۰۲۱، آزیون برای بازی در فیلم قتل‌های تازه به نویسندگی و کارگردانی جنیفر اسپوزیتو انتخاب شد که او نیز در این فیلم بازی خواهد کرد.

## فیلم‌شناسی

### فیلم
| به فیلم‌هایی اشاره دارد که هنوز اکران نشده‌اند | به فیلم‌هایی اشاره دارد که هنوز اکران نشده‌اند |

| سال  | عنوان                       | نقش         | یادداشت |
| ---- | --------------------------- | ----------- | ------- |
| ۲۰۱۱ | لقاح                        | بچه مصاحبه  |         |
| ۲۰۱۸ | دنیای بانو                  | بلیک        |         |
| ۲۰۲۰ | بیایید جولی را بترسانیم     | مدیسون      |         |
| ۲۰۲۱ | فوق‌العاده باحال             | جاکلین      |         |
| ۲۰۲۱ | مارک، مری و برخی افراد دیگر | لانا        |         |
| ۲۰۲۲ | من خوبم؟                    | اسکای       |         |
| ۲۰۲۲ | برپاخیزان جهنم              | رایلی       | [ ۱۴ ]  |
| TBA  | پولز                        | کندی        |         |
| TBA  | خانه جهنمی                  | اموری دوپری | [ ۱۵ ]  |
| TBA  | ساکن                        | تارا هالدون | [ ۱۶ ]  |
| TBA  | دختر خوب جین                | بیلی        | [ ۱۷ ]  |
| TBA  | برای شب                     | تنر بورس    | [ ۱۸ ]  |
| TBA  | قتل‌های تازه                 |             |         |

### تلویزیون
| سال  | عنوان            | نقش                | یادداشت                            |
| ---- | ---------------- | ------------------ | ---------------------------------- |
| ۲۰۱۶ | چیزهای بهتر      | دیفاینس            | قسمت: «همسرای دوک»                 |
| ۲۰۱۷ | نشویل            | لیو                | ۵ قسمت                             |
| ۲۰۱۷ | بارب چطوره؟      | آنا                | فیلم تلویزیونی                     |
| ۲۰۱۸ | عشق              |                    | اپیزود: «نمایش بدلکاری»            |
| ۲۰۱۹ | وین              | تریش               | ۲ قسمت                             |
| ۲۰۱۹ | فم               | شانون              | نقش اصلی                           |
| ۲۰۱۹ | قانون میلو مورفی | ارگالوت            | صداپیشه؛ قسمت: «کره و نفرت در فضا» |
| ۲۰۲۰ | روز به روز       | لیلی               | قسمت: «آشنایی من با تو تمام نشده»  |
| ۲۰۲۰ | ارتش بزرگ        | جوی دل مارکو       | نقش اصلی                           |
| ۲۰۲۲ | ارواح            | روح نوجوان استفانی | قسمت: «دختر زیر شیروانی»           |